# Malanea cruzii
Malanea cruzii är en måreväxtart som beskrevs av Julian Alfred Steyermark. Malanea cruzii ingår i släktet Malanea och familjen måreväxter.
Artens utbredningsområde är Guyana. Inga underarter finns listade i Catalogue of Life.